# Nicaragua i olympiska sommarspelen 2000
Nicaragua deltog i de olympiska sommarspelen 2000 i Sydney, Australien, med en trupp bestående av sex deltagare, fyra män och två kvinnor, men ingen av landets deltagare erövrade någon medalj.

## Friidrott
Damernas 400 meter
- Maritza Figueroa
  - Omgång 1 — 58.82 (→ gick inte vidare)

## Taekwondo
Herrarnas +80 kg
- Carlos Delgado